# Patrick Favre
Patrick Favre (pron. fr. AFI: [patʁik favʁ]) (Aosta, 30 luglio 1972) è un ex biatleta italiano.

## Biografia
Originario di Bionaz, in Coppa del Mondo ha esordito nel 1992 nell'individuale di Pokljuka, chiuso al 33º posto, e ha conquistato la prima vittoria (nonché primo podio) nello sprint di Ruhpolding del 1994. Nel massimo circuito internazionale ha chiuso al secondo posto la classifica generale nel 1995, dietro al norvegese Jon Åge Tyldum e davanti al connazionale Wilfried Pallhuber.
Ha partecipato ai Giochi olimpici invernali di Lillehammer 1994 (22º nell'individuale vinto da Sergej Tarasov, 6º nella staffetta vinta dalla Germania) e di Nagano 1998 (54º nell'individuale, 9º nella staffetta). I primi Mondiali a cui ha partecipato sono stati quelli italiani di Anterselva nel 1995, dove ha ottenuto il 5º posto nello sprint vinto da Patrice Bailly-Salins e il 4º nella staffetta: la nazionale italiana ha mancato il podio a causa dei due errori commessi al tiro, a differenza delle prime tre squadre che non ne avevano commessi. L'anno successivo a Ruhpolding l'Italia, con Favre, è arrivata 3ª nella gara a squadre. Nel 1997 a Osrblie Favre è arrivato 3º nella staffetta, 4º nello sprint (staccato di meno di 4 secondi da Oleh Ryženov, non ha così potuto regalare all'Italia un podio tutto azzurro vista la netta vittoria di Wilfried Pallhuber davanti a René Cattarinussi) e 5º nell'inseguimento. Nel 1999 a Kontiolahti è arrivata la sua unica medaglia individuale: argento nello sprint, dietro a Frank Luck.
Ha chiuso la sua carriera nel 2001, salvo un piccolo rientro nel 2004 in Coppa del Mondo e ai Mondiali di Oberhof.
Nel 2018, si dimette da allenatore della nazionale italiana di tiro femminile per diventare l'allenatore della nazionale francese maschile di tiro, dove succede a Franck Badiou, insieme a suo fratello Christian, membro dello staff tecnico. Si dimette da questo incarico alla fine della stagione 2022-2023 per passare ad allenare la nazionale francese femminile di tiro.

## Palmarès

### Mondiali
- 2 medaglie:
  - 1 argento (sprint[6] a Kontiolahti 1999)
  - 2 bronzi (gara a squadre[6] a Ruhpolding 1996; staffetta[6] a Osrblie 1997)

### Coppa del Mondo
- Miglior piazzamento in classifica generale: 2º nel 1995
- 8 podi (4 individuali, 4 a squadre[7]), oltre a quelli conquistati in sede iridata e validi anche ai fini della Coppa del Mondo:
  - 2 vittorie (individuali)
  - 3 secondi posti (1 individuale, 2 a squadre)
  - 3 terzi posti (1 individuale, 2 a squadre)

#### Coppa del Mondo - vittorie
| Data             | Località             | Nazione           | Specialità |
| ---------------- | -------------------- | ----------------- | ---------- |
| 15 gennaio 1994  | Ruhpolding           | Germania          | SP         |
| 14 dicembre 1994 | Pokljuka/Bad Gastein | Slovenia/ Austria | IN         |

Legenda:

IN = individuale

SP = sprint

### Campionati italiani
- 12 medaglie:
  -  4 ori
  -  3 argenti
  -  5 bronzi[senza fonte]

## Statistiche

### Piazzamenti in Coppa del Mondo
| Posizione       | Individuale | Sprint | Inseguimento | Partenza in linea | Staffetta |
| --------------- | ----------- | ------ | ------------ | ----------------- | --------- |
| Nei primi dieci | 10          | 9      | 1            | 0                 | 18        |
| A punti         | 13          | 25     | 10           | 3                 | 19        |
| Gare totali     | 33          | 61     | 24           | 3                 | 19        |